# Lespedeza pilosa
Lespedeza pilosa là một loài thực vật có hoa trong họ Đậu. Loài này được (Thunb.) Siebold & Zucc. miêu tả khoa học đầu tiên.